# Raphael Tsu

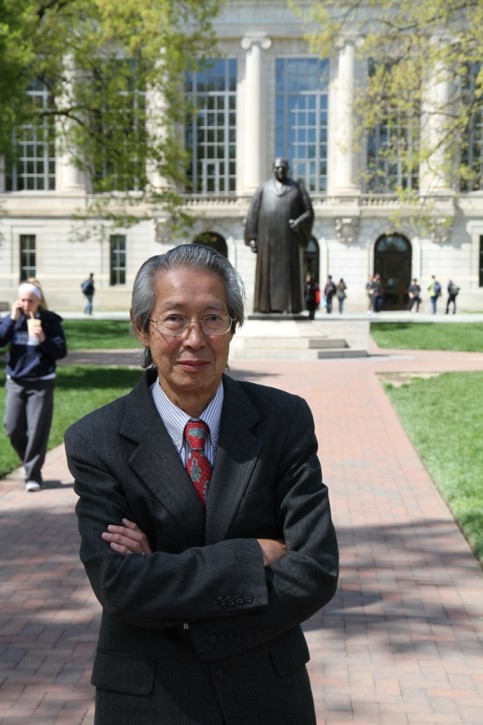
Raphael Tsu, 2019

Raphael Tsu  (* 27. Dezember 1932 in Shanghai) ist ein chinesisch-US-amerikanischer Physiker, der sich mit Halbleiterphysik befasst.
Tsu studierte Elektrotechnik an der University of Dayton mit dem Bachelor-Abschluss 1956 und Physik an der Ohio State University mit dem Master-Abschluss 1957 und der Promotion 1960. Danach war er an den Bell Laboratories in Murray Hill, wo er an Ultraschallverstärkern arbeitete, bevor er an das IBM Thomas J. Watson Research Center wechselte, wo seine Zusammenarbeit mit Leo Esaki begann über Halbleiter-Nanostrukturen wie Quantentöpfe und Übergitter.
Anschließend war er am Amorphous Semiconductor Institute (ASI), wo er über amorphes Silizium forschte mit Anwendungen in der Photovoltaik, und bei der Firma Energy Conversion Devices von Stanford Ovshinsky. 1985 bis 1987 leitete er die Forschung zu amorphem Silizium am National Renewable Energy Laboratory (damals SERI, Solar Energy Research Institute) in Golden in Colorado.
Er war seit Anfang der 1970er Jahre am Aufbau eines wissenschaftlichen Austausches zwischen China und den USA beteiligt.
Mit seinen Kollegen Leo Esaki und Leroy L. Chang untersuchte er Übergitter in Halbleitern, die er mit Molekularstrahlepitaxie herstellte.
Er ist Professor an der University of North Carolina in Charlotte.
1985 erhielt er den James C. McGroddy Prize for New Materials. Er ist Fellow der American Physical Society.

## Schriften
- mit L. Esaki: Tunneling in a finite superlattice, Applied Physics Letters, Band  22, 1973, S. 562.
- mit Leroy L. Chang, Leo Esaki: Resonant tunneling in semiconductor double barriers, Applied Physics Letters, Band 24, 1974, S. 593.
- mit Esaki: Superlattice and negative differential conductivity in semiconductors, IBM Journal of Research and Development, Band 14, 1970, S. 61–65
- Superlattices to Nanoelectronics, Elsevier, 2. Auflage 2010